# Cheval en Algérie
Le cheval est, en Algérie, présent à travers des pratiques traditionnelles telles que la fantasia, mais aussi un secteur de courses hippiques incluant des courses de trot attelé, uniques en Afrique. 
Jadis commun, le cheval est devenu beaucoup plus rare en raison de l'interdiction des paris hippiques et de la guerre civile algérienne. L'Algérie compte environ 100 000 chevaux en 2018. 
Le Barbe, et surtout l'Arabe-Barbe, sont les deux races les plus fréquemment rencontrées.

## Histoire

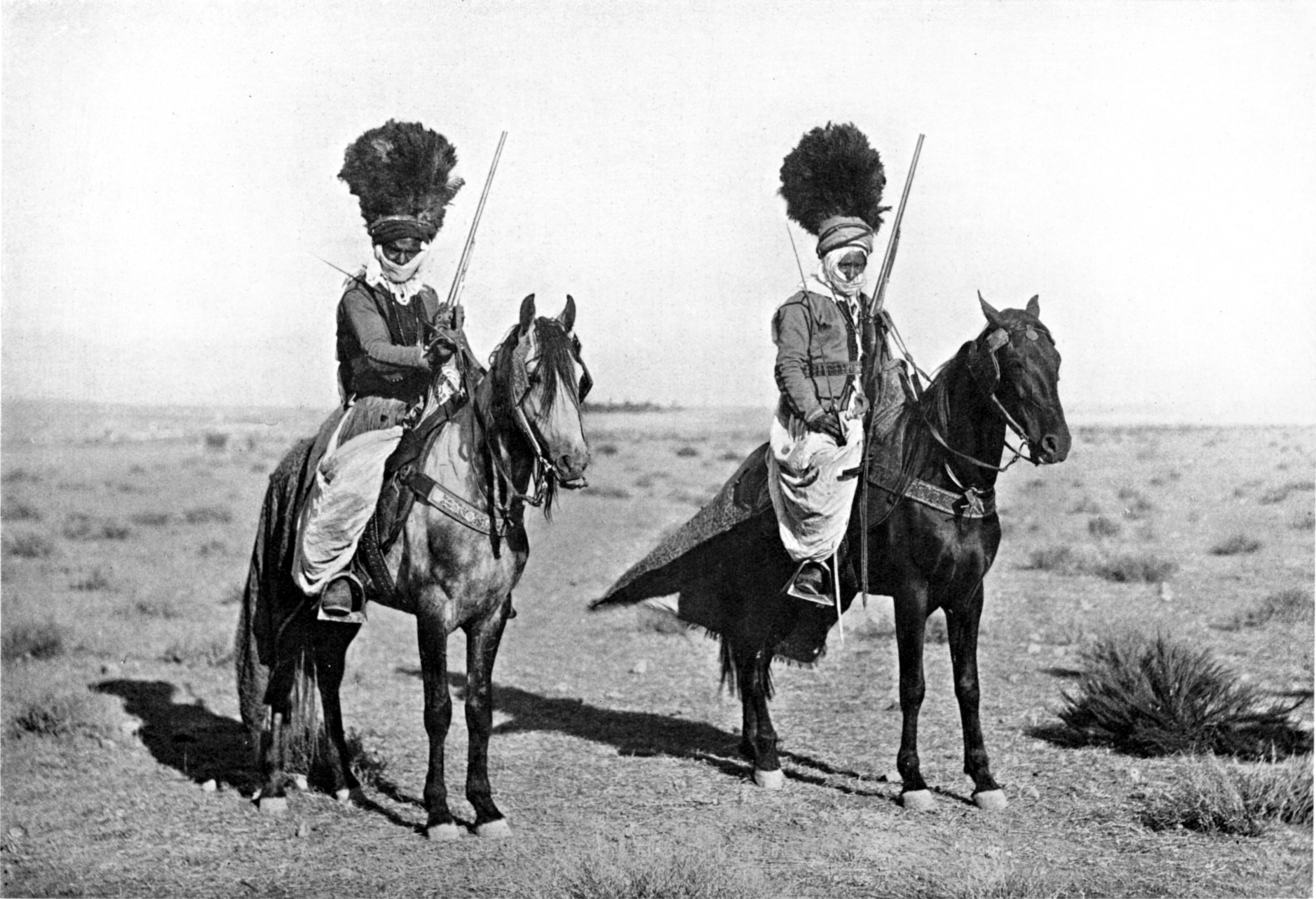
Cavaliers algériens en 1912

La première mention connue d'une présence de chevaux sur le territoire algérien concerne le petit-fils du roi égyptien Thoutmès Ier.
D'après Malek Chebel, les traditions algériennes font remonter l'origine du cheval aux cinq juments du prophète Mahomet, les Khamsat ar-rassoul de la race des Kouhaylan. Des croisements ont ensuite été pratiqués avec les lignées Saqlawi et Chûwayman. Cependant, le Barbe, plutôt que l'Arabe, est considéré comme la race de chevaux propre à ce pays du Maghreb. 
L'arrivée des Français dans la régence d'Alger, en 1830, entraîne de fortes utilisations du cheval Barbe, comme monture de cavalerie légère. En effet, les chevaux français, trop lourds, sont inaptes aux tâches demandées, aussi les Français se ravitaillent en chevaux exclusivement sur place. Les premiers dépôts de remonte visant à assurer cet approvisionnement sont créés dans les années 1840 et 1850 ; les Français organisent l'élevage équin en Algérie durant les années suivantes.
En 1851, la parution de l'ouvrage Les Chevaux du Sahara entraîne une vague d'engouement pour le cheval arabe en France : Napoléon III ordonne aux haras français d’acquérir ce type d'animaux. En 1866, Charles de Meffray préconise de fonder en Algérie un haras de chevaux de race « Nedjdjs Keuheylans ».
Dans les années 1970, le sport hippique est extrêmement populaire. Cependant, en 1977, les paris sur les courses organisées à l'étranger sont interdits, ce qui entraîne une récession progressive de ce secteur, accentuée par la montée de l'islamisme, et la guerre civile algérienne. Le nombre de chevaux a beaucoup décru entre les années 1980 et 1990. En 1986, un recensement estimait à au moins 90 000 le nombre de chevaux de race Arabe-Barbe en Algérie, et à 38 000 le nombre de Barbe. En 1992, un nouveau recensement estime à seulement 32 000 le nombre de chevaux de race Arabe-Barbe présents en Algérie, avec tendance à la baisse.
Le 29 janvier 2019, le ministère du commerce algérien autorise la viande de cheval (ainsi que celle de l'âne) à l'importation. Face aux critiques de cette décision, le ministère du commerce déclare que la viande importée vise à fournir les zoos ainsi que des restaurants asiatiques.

## Pratiques

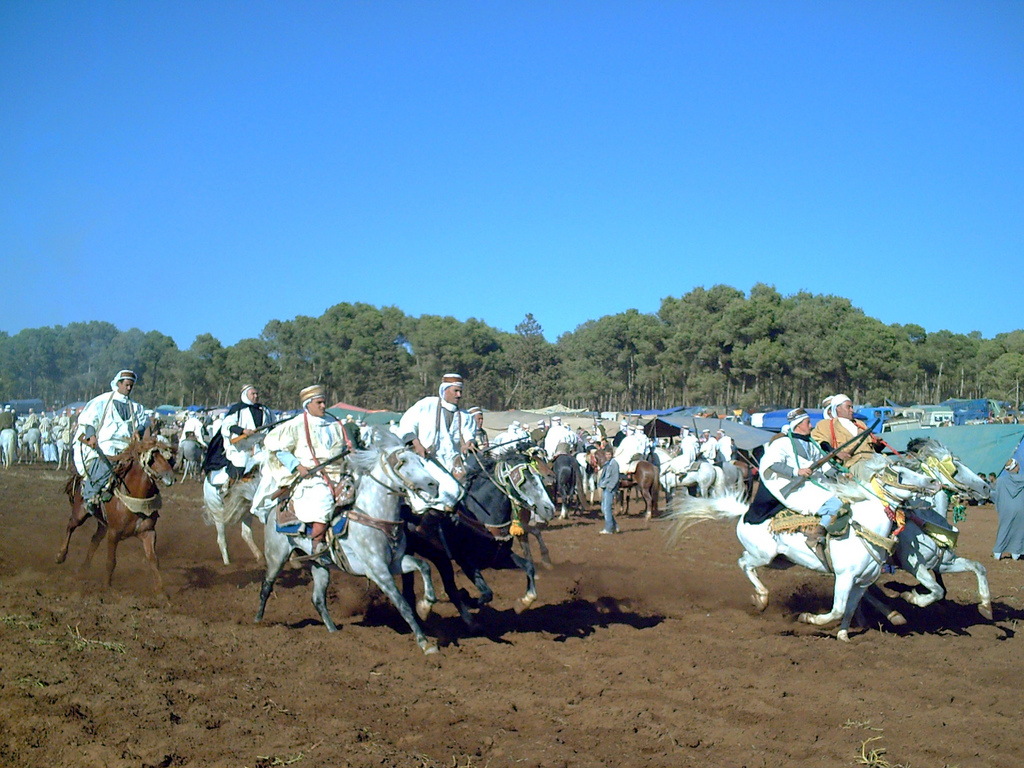
Spectacle de fantasia à Mostaganem, en 2008.

La Fédération équestre algérienne est l’organisme chargé de l’organisation et du développement de la pratique équestre moderne et traditionnelle en Algérie. 
Cet organisme gère aussi la fantasia. 140 associations équestres, organisées en neuf ligues régionales (Aurès, Hodna, Oasis, Dahra, Titteri, Sersou, Saoura, Tafna et Sahara), y sont affiliées.
Des courses de chevaux sont régulièrement organisées, et les sports hippiques sont pratiqués, le pays disposant d'hippodromes tels que celui du Caroubier. L'Algérie est le seul pays africain où se disputent des courses de trot attelé. Cependant, ce secteur est en récession, et n'attire plus les jeunes.

## Élevage

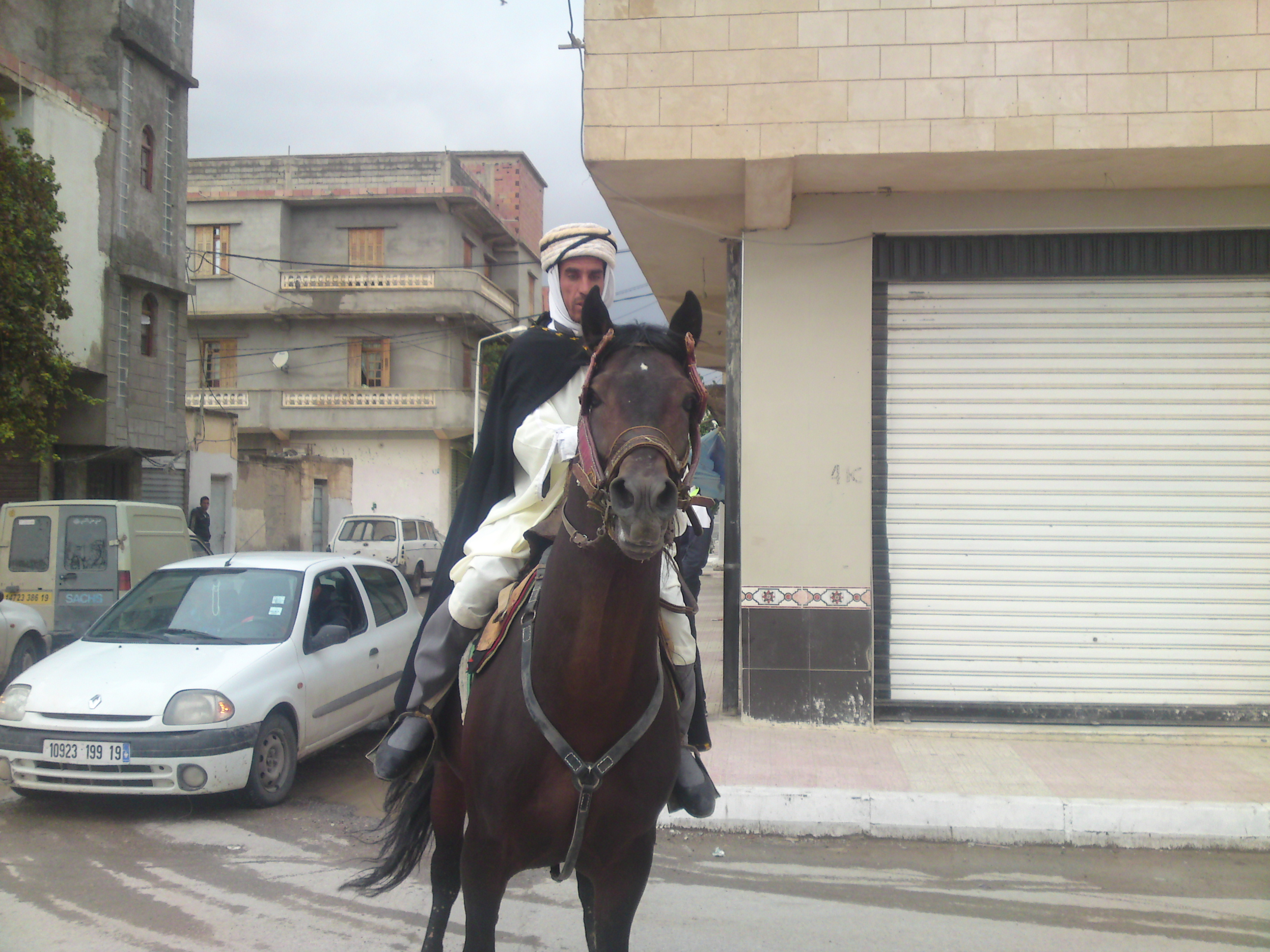
Cavalier algérien en costume traditionnel, 2015

La base de données DAD-IS répertorie (2018) deux races de chevaux élevées en Algérie : l'Arabe-Barbe et le Barbe, cependant l'Arabe fait aussi l'objet d'un élevage. Il existe aussi une population de Pur-sang, de Trotteur français, et une caractérisation récente de la race du Selle algérien.
Les chevaux Barbe du haras national de Chaouchaoua ont fait l'objet d'une étude : majoritairement de robe grise, ils sont aussi significativement plus petits que les Barbe marocains et tunisiens.
En 2003, d'après le peu fiable Guide Delachaux, le recensement des chevaux d'Algérie est de 43 579 chevaux de toute race. Le cheptel de chevaux algériens à beaucoup décru, au point que les lignées locales du Pur-sang arabe sont menacées de disparition, et que le haras national de Chaouchaoua risque la fermeture.
D'après l'étude de M. Mebarki et al. (2018), l'Algérie compte 100 000 chevaux de toutes races, à 90 % des Arabe-barbe.

## Culture

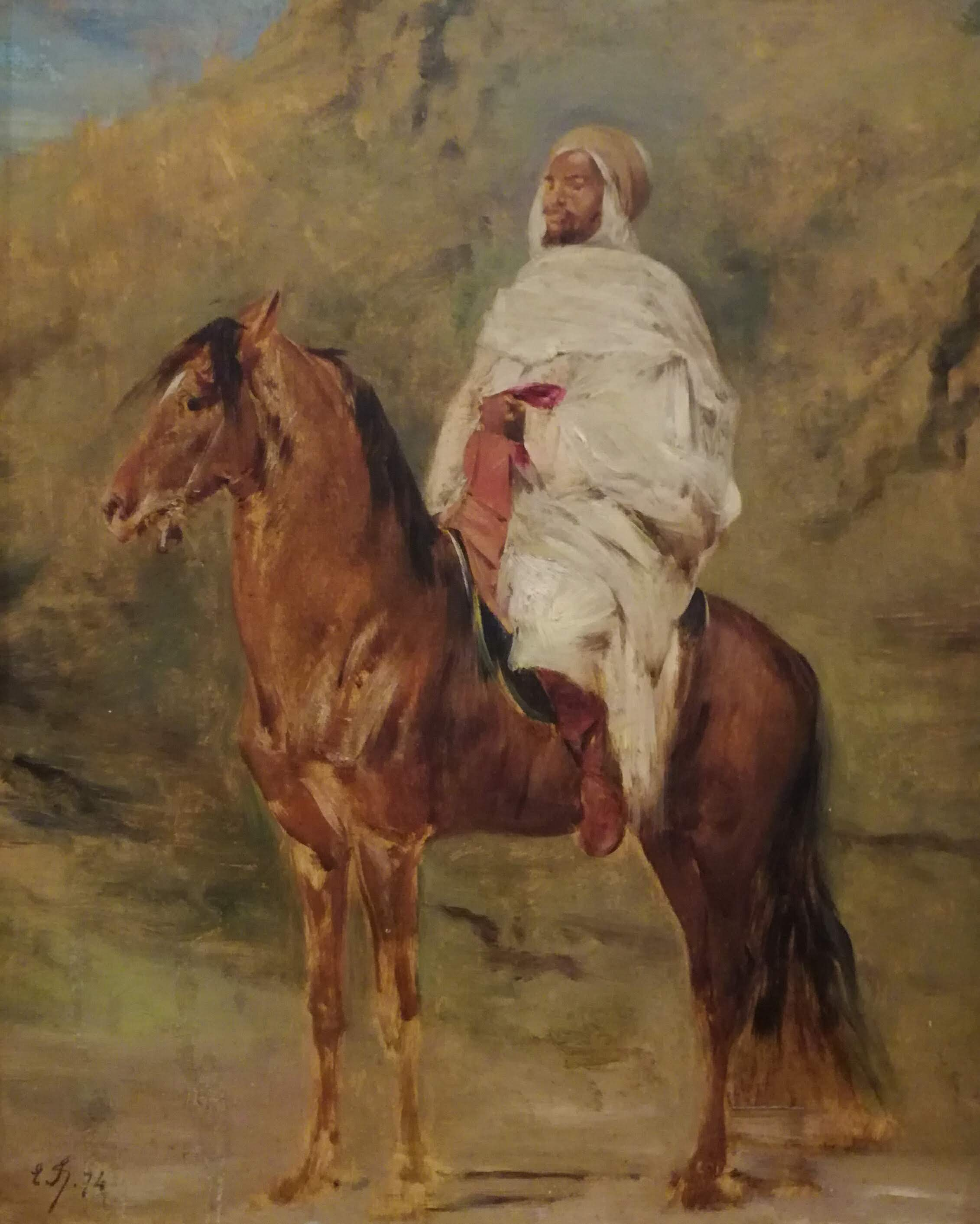
Cavalier, tableau orientaliste d'Eugène Fromentin, au Musée des beaux-arts d'Alger.

L'ouvrage Les Chevaux du Sahara est issu d'une collaboration entre l'émir Abd el-Kader et Eugène Daumas. D'après Malek Chebel, les textes de l'émir constituent l'un des plus beaux hommages rendus aux chevaux. 
Un proverbe algérien veut que « Bon cheval juge son cavalier ».
La tradition orale algérienne fut entretenue par les medahh fessehh, poètes itinérants qui voyageaient de tribu en tribu, souvent avec un kuesob (joueur de flûte), en s'accompagnant au tambourin bendair. De nombreux chants rendent hommage aux chevaux :

« Mon cheval est le seigneur des chevaux ;
Il est bleu comme le pigeon sous l'ombre,
Et ses crins noirs sont ondoyants ;
Il peut la soif, il peut la faim ; il devance le coup d’œil,
Et, véritable buveur d'air,
Il noircit le cœur de nos ennemis,
Au jour où les fusils se touchent.
Mebrouk est l'orgueil du pays »

— Mœurs et coutumes de l'Algérie : Tell, Kabylie, Sahara.